# Guanábano (Aguada)
Guanábano es un barrio ubicado en el municipio de Aguada en el estado libre asociado de Puerto Rico. En el Censo de 2010 tenía una población de 749 habitantes y una densidad poblacional de 140,66 personas por km².

## Geografía
Guanábano se encuentra ubicado en las coordenadas 18°22′52″N 67°9′19″O / 18.38111, -67.15528. Según la Oficina del Censo de los Estados Unidos, Guanábano tiene una superficie total de 5.33 km², de la cual 5.28 km² corresponden a tierra firme y (0.92%) 0.05 km² es agua.

## Demografía
Según el censo de 2010, había 749 personas residiendo en Guanábano. La densidad de población era de 140,66 hab./km². De los 749 habitantes, Guanábano estaba compuesto por el 82.24% blancos, el 6.94% eran afroamericanos, el 1.07% eran amerindios, el 0.13% eran asiáticos, el 7.61% eran de otras razas y el 2% pertenecían a dos o más razas. Del total de la población el 98.53% eran hispanos o latinos de cualquier raza.